# Das Himmelbett (1952)
Das Himmelbett ist die US-amerikanische Verfilmung eines dialogreichen Zwei-Personen-Stücks von Irving Reis mit Rex Harrison und seiner damaligen Ehefrau Lilli Palmer in den Hauptrollen. Der Produktion liegt das Bühnenstück The Four Poster, eine Art Chronik einer Ehe mit all ihren Aufs und Abs, von Jan de Hartog zugrunde.

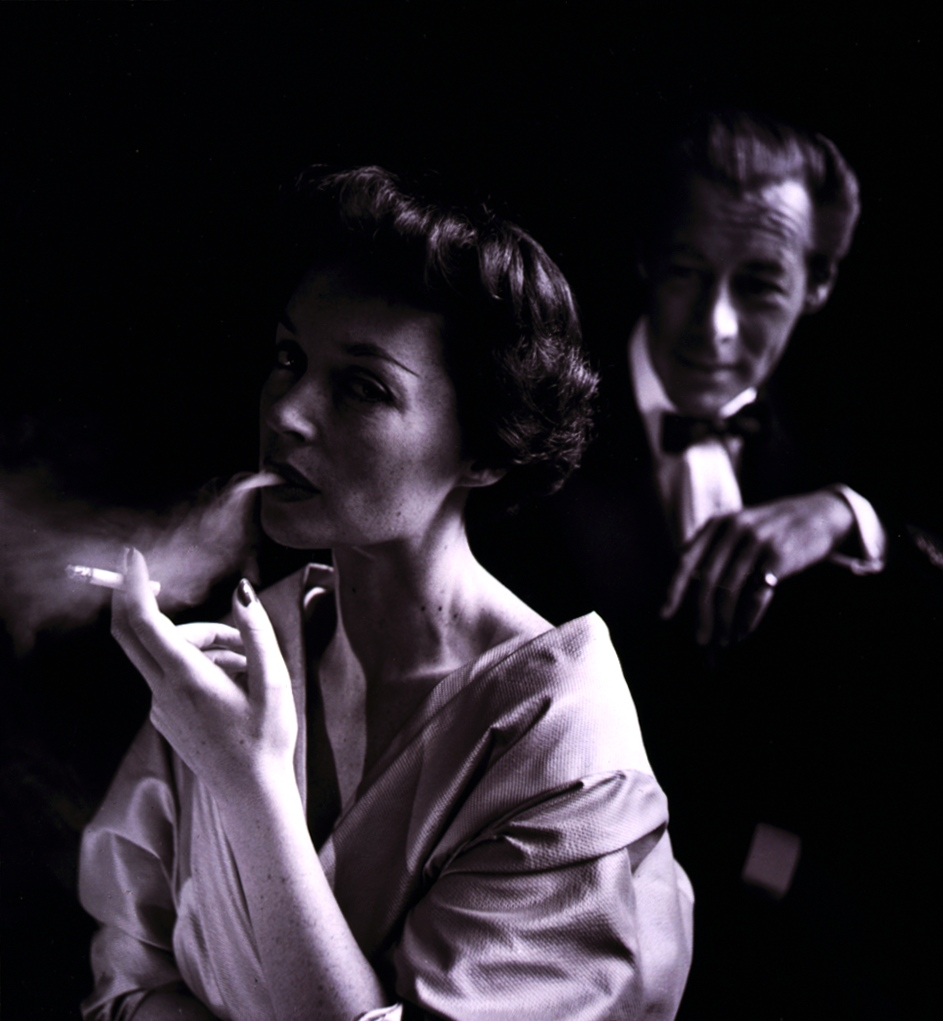
Sind hier, wie damals im richtigen Leben, ein Ehepaar: Lilli Palmer und Rex Harrison

## Handlung
Der Handlungsrahmen spannt sich über dreieinhalb Jahrzehnte hinweg und beginnt im Jahre 1897 in New York City. John und Abby Edwards haben soeben geheiratet und wollen sich den zahllosen Hochzeitsgästen, die sie bis in ihr Hotel begleitet haben, kunstvoll entziehen. John trägt Abby in beider Schlafzimmer und zeigt ihr stolz das Himmelbett, das er selbst angefertigt hat. Abby reagiert alarmiert, als John zaghaft vorschlägt, eines Tages das Bett an ihre Kinder weiterzugeben. Während John eine flotte französische Melodie intoniert, fragt sich Abby (und später auch ihn), ob er schon vor ihr eine Geliebte gehabt habe. John weicht aus, und Abby fragt sich, ob sie womöglich einen Fehler gemacht hat, ihn zu heiraten. John beruhigt sie, und Abby erzählt ihm, dass sie ihn geheiratet hat, weil sie gute Freunde sind. John bietet Abby einen Drink an, in der Hoffnung, dass sie sich wieder beruhigt, während sie über eine tragfähige gemeinsame Zukunft philosophiert, auf die sich beide freuen können. Die scheint gesichert, seitdem Abbys Vater John einen Posten als Lehrer besorgt hat. Abby versucht, John dazu zu bringen, ihr seine Gedichte vorzulesen, aber er wechselt die Kleidung und erscheint Augenblicke später in einem altmodischen, monogrammierten Nachthemd und mit Mütze auf dem Kopf, was Abby wiederum zum Lachen bringt, während sie in das Himmelbett klettern.
Einige Monate später. Johns ungezwungener Unterrichtsstil an der starr-konservativen Dean Killan‘s Academy bringt ihn in Konflikt mit seinen biederen Kollegen, die John gern loswerden möchten. Während er im Schneesturm von der Schule nach Hause fährt, erkältet John sich. Obwohl Abby kurz vor der Entbindung steht und somit andere Dinge im Kopf hat als seine Probleme, steht sie ihm in dieser Angelegenheit bei und hält weiterhin den Haushalt am Laufen. John, der literarischen Ehrgeiz besitzt, wartet jeden Tag mit großer Anspannung auf die Post, denn er hofft, dass ein eingereichtes Buchmanuskript, ein Gedichtband, von einem Verlag angenommen wird. Leider erhält er von allen Häusern nur Absagen. In einem Anfall von Wut verbrennt John daher sein Manuskript. Während sich John mit der Suche nach einem neuen Job herumplagt, schlägt Abby vor, er solle doch über dasjenige schreiben, was er weiß, nicht über seine Vorstellungen. Sie hat auch schon einen Titel parat: „Whither Thou“ (Quo vadis?), eine Zeile aus der Bibel. John macht sich Sorgen, dass er mit dem Baby um Abbys Aufmerksamkeit wetteifern müsse, aber als ihre Wehen beginnen, rennt er zum Arzt. Beide werden stolze Eltern eines gesunden Neugeborenen namens Benjamin.
Auch als Schriftsteller hat John nun Erfolg. „Whither Thou“ wird ein Bestseller, und John verlegt sich mit seinen Ambitionen in Richtung romantische Romane, die sich besonders bei der weiblichen Leserschaft großer Beliebtheit erfreuen. Johns künstlerischen Erfolge zeigen aber auch seine unangenehme Seite: seine Egozentrik. Zwölf Jahre nach ihrer Heirat hat Abby genug von Johns egoistischem Verhalten. Sie zeigt auch wenig Interesse an seinem Geständnis, dass er sich mit einer anderen Frau treffen würde, die seine Schreibkunst besonders schätzt. Ihre entspannte Reaktion alarmiert John, und nach einem Streit, der deswegen entbrennt, wirft Abby ihn aus dem Schlafzimmer und weigert sich, ihn wieder hereinzulassen. Nachdem sie erklärt hat, dass sie sich scheiden lassen werde, gerät Abby in Panik, da sie eigentlich ihren geliebten Gatten nicht einfach so gehen lassen möchte. Es kommt zu einigem hin und her, und schließlich schlägt Abby ihn nieder. Sie verlangt dann, dass er ihr sein neues Manuskript vorliest, und sie versöhnen sich daraufhin.
Die Jahre vergehen, und in Europa herrscht gerade Krieg. Beide Eheleute machen sich Sorgen um ihren gereiften Filius Benjamin, der ins Feld ziehen möchte. Tatsächlich fällt Ben wenig später an der Front in Frankreich. John versucht alles, um die am Boden zerstörte Abby zu trösten, doch sie zieht sich komplett von ihm zurück. Ein paar Jahre später, bei der Hochzeit ihrer Tochter Florence, eröffnet Abby John, dass sie nicht weiter ihr Leben an seiner Seite verschwenden möchte. Sie hätte einen jungen Dichter kennen gelernt, der sie inspirieren würde und verlangt von John die Trennung. Am nächsten Tag, als Abby ihre Sachen packt, bietet John an, mit ihr noch einmal Flitterwochen zu unternehmen. Er würde sie überall hin mitnehmen. John macht sich über die Arbeit von Abbys Poeten lustig und bekennt, wie sehr er Abby braucht. Er bittet seine Frau darum, nicht zu gehen und bei ihm zu bleiben. Das war eigentlich genau das, was Abby hören wollte. Sie umarmt ihn dankbar und bleibt an seiner Seite.
John und Abby reisen nach Paris für ihre zweiten Flitterwochen, und nach der Rückkehr beginnt John nun ernsthaft zu schreiben. Eines Abends, einige Jahre später, schlägt John vor, mit ihr auf seinen neuesten Vertrag anzustoßen und auch darauf, dass ihr jüngster Gesundheitscheck zufriedenstellend ausgefallen ist. Abby führt gerade das Cognacglas zum Mund, da schlägt John ihr das Glas aus der Hand und gesteht, ihren Drink vergiftet zu haben. Sein letztes Buch war ein totaler Fehlschlag, einen neuen Vertrag gibt es nicht, und Abby ist sterbenskrank. Er hatte beabsichtigt, dass sie gemeinsam sterben sollten und fühlt sich nun völlig verloren. Abby umarmt ihn und sagt ihm, dass sie immer zusammenbleiben werden. Schließlich stirbt Abby an Krebs. Jahre später, nach ihrem Tod, kämpft ein alt gewordener John, der seitdem mit zahlreichen Literaturpreisen ausgezeichnet wurde, darum, mit dem Schreiben fortzufahren. Doch immerfort taucht Abby vor seinem geistigen Auge auf, nunmehr als spirituelle Erscheinung. Als er verlangt, dass sie ihn in Ruhe lässt, sagt Abby ihm, dass es Zeit für beide sei, sich wieder zu vereinen. John stirbt und kehrt zu Abby in eine Zeit zurück, als sie das junge Brautpaar vom Beginn des Films waren.

## Entstehung und Veröffentlichung
Die Dreharbeiten zu Das Himmelbett begannen am 24. September 1951 und endeten am 18. Oktober desselben Jahres. Produzent Stanley Kramer übernahm auch die Herstellungsleitung, Drehbuchautor Alan Scott die Produktionsleitung. Die Filmbauten entwarf Rudolph Sternad, ausgeführt von Carl Anderson. Jean Louis gestaltete Lilli Palmers Roben. Die einzelnen Episoden der Ehegeschichte werden durch kurze Zeichentricksequenzen aus der Hand John Hubleys miteinander verbunden.
Am 15. Oktober 1952 erfolgte die Welturaufführung in New York, die deutsche Erstaufführung fand am 16. Oktober 1953 statt. Deutsche Fernsehpremiere war am 19. Dezember 1966 im ZDF. Die erste deutsche Synchronfassung wurde 1953 von Conrad von Molo nach einem Dialogbuch von Harald G. Petersson und Gisela Breiderhoff angefertigt. Maria Wimmer und Hans Nilsen sprachen Palmer respektive Harrison. Eine Neusynchronisierung des Films erfolgte Mitte der 1980er Jahre mit Randolf Kronberg und Katharina Lopinski in den entsprechenden Parts.

## Auszeichnungen
- Lilli Palmer erhielt bei den Filmfestspielen in Venedig 1953 den Volpi-Pokal.
- Für die Kameraarbeit Hal Mohrs gab es sowohl eine Nominierung für den Oscar als auch eine für den Golden Globe Award.
- Eine weitere Nominierung, diesmal für den Goldenen Löwen, in Venedig erhielten die Regisseure Irving Reis und John Hubley.

## Zur literarischen Vorlage
Jan de Hartogs Zwei-Personen-Stück The Four Poster erlebte seine Londoner Premiere am 12. Oktober 1950 und hatte Michael Denison und Dulce Grey in den Hauptrollen. Nach nur 68 Vorstellungen war bereits wieder Schluss, und das Stück wurde abgesetzt. De Hartog schrieb die Geschichte für eine Broadway-Präsentation etwas um und gab der Geschichte ein Happy End. Am 24. Oktober 1951 wurde The Four Poster erstmals am Broadway gezeigt, diesmal mit dem Schauspieler-Ehepaar Hume Cronyn und Jessica Tandy in den Hauptrollen.
1961 wurde The Four Poster als Das Riesenrad mit Maria Schell und O. W. Fischer verfilmt.

## Kritiken
Hal Erickson urteilte: „Alle Kernszenen spielen im Boudoir des Paares, nahe dem Himmelbett, das sie als Hochzeitsgeschenk erhalten hatten. Die vergehenden Jahre und die Triumphe und Tragödien des Paares werden spritzig präsentiert.“

„Die Lebensgeschichte eines amerikanischen Ehepaars von 1897 bis 1933, konzentriert auf fröhliche, nachdenkliche und traurige Szenen und Dialoge im gemeinsamen Schlafzimmer. Ein inhaltlich und formal ausgewogenes, stets taktvolles und darstellerisch sehr ansehnliches Zweipersonenstück.“

Der Movie & Video Guide sah in dem Film eine „Tour de Force der Stars“ und verortete ein “warmes, witziges Drehbuch”.
Halliwell‘s Film Guide kam zu einem vollkommen anderen Schluss und sah in dem Film eine „rasch heruntergedrehte und ziemlich schäbige Version eines Bühnenstücks.“
Paimanns Filmlisten lobten anlässlich der Österreich-Premiere am 23. Juli 1954 die geschliffenen Dialoge der deutschsynchronisierten Fassung und stellte die „im Spielerischen wie im Tragischen gleich ausdrucksstarken“ Hauptdarsteller heraus.